# La Pierre et le Sabre
La Pierre et le Sabre est le premier tome du roman japonais Musashi, d'Eiji Yoshikawa, qui relate d'une façon largement romancée la vie du samouraï Miyamoto Musashi, un célèbre escrimeur.

## Les différentes éditions
Le roman est paru initialement sous forme de feuilleton entre 1935 et 1939 dans l'Asahi Shimbun, l'un des quotidiens au plus haut tirage du Japon.
Depuis, de nombreuses éditions sous forme de livre ont été publiées. L'intégralité de la série est parue sous la forme de sept livres nommés Terre, Eau, Feu, Vent, Ciel, Soleil et Lune, la parfaite lumière.
La Pierre et le Sabre est le nom du premier tome de l'édition francophone regroupant les quatre premiers livres, le deuxième étant publié sous le titre La Parfaite Lumière. Chaque tome compte environ 700 pages et est édité chez Balland, puis réédité chez J'ai lu.

## Résumé
Il s'agit d'un roman d'apprentissage. 
Le personnage principal, que l'on rencontre tout d'abord sous le nom de Takezô, parcourt une série d'épreuves initiatiques, sur son chemin vers la "Voie du Sabre".
Originaire du village de Miyamoto dans le Mimasaka, il parcourt le Japon. A 16 ans, il participe, dans le camp des vaincus, à la bataille de Sekigahara (1600). Ses pas le conduisent ensuite au château de Himeji, où il parfait son éducation pendant trois ans, notamment à travers la lecture de L’Art de la guerre de Sun Zi. Il prend le nom de Miyamoto Musashi.
Il part ensuite pour un long voyage (Kyoto, Nara, Osaka...), à la rencontre des plus célèbres maîtres, pour améliorer sa technique au combat.

## Adaptations
Le roman a donné lieu à différentes adaptations pour la télévision, le cinéma et en bandes dessinées, notamment Vagabond, un manga de Takehiko Inoue.